# Eurosta

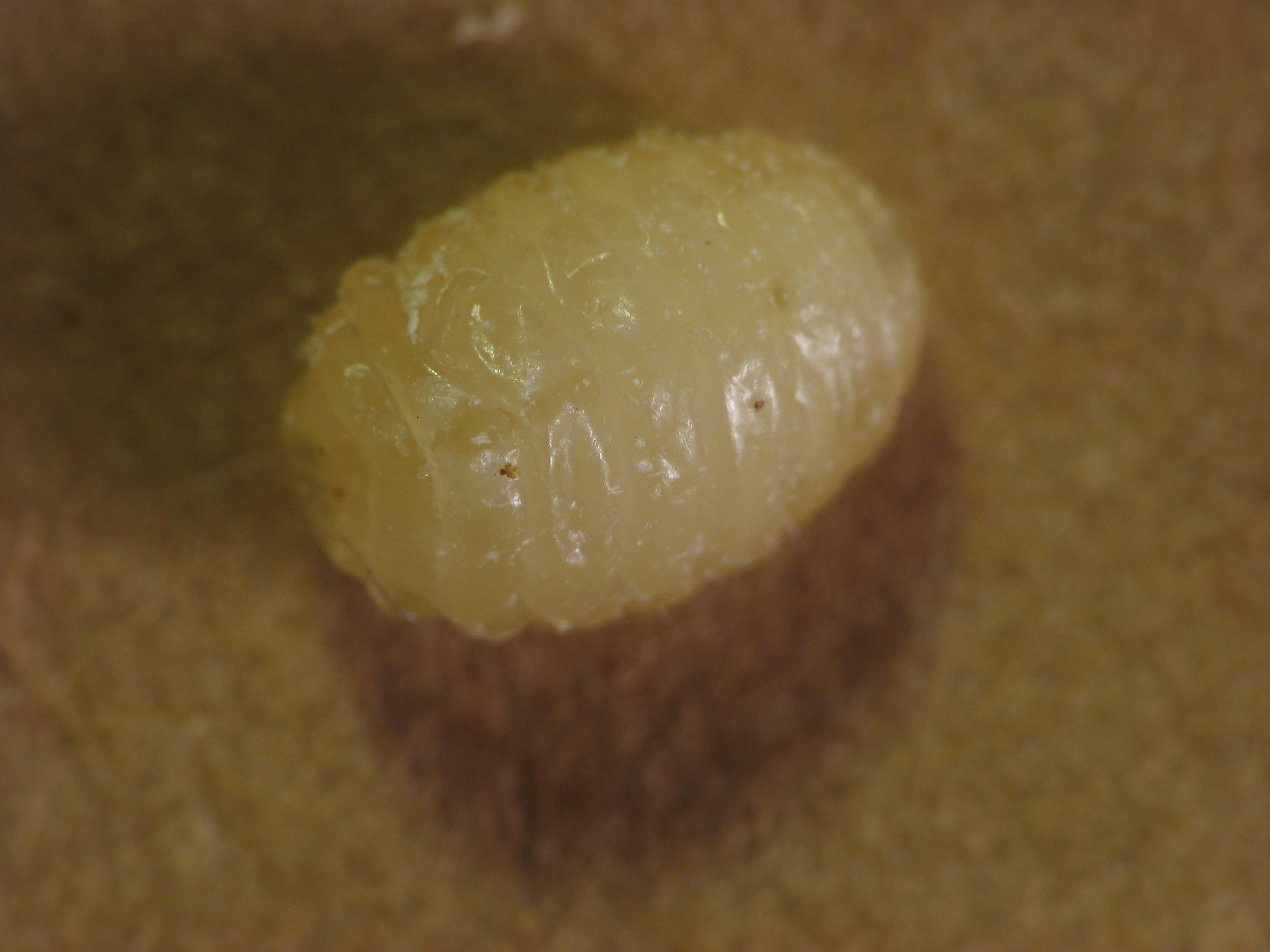
larva de Eurosta solidaginis

Eurosta es un género de moscas formadoras de agallas de la familia Tephritidae.
La hembra mide de 7 a 9 mm. Forman agallas en especies de Solidago. Hay siete especies, todas en Norteamérica.

## Especies
- E. comma (Wiedemann, 1830)[7]
- E. cribrata (Wulp, 1867)[8]
- E. fenestrata Snow, 1894[9]
- E. floridensis Foote, 1977[10]
- E. lateralis (Wiedemann, 1830)[7]
- E. latifrons (Loew, 1862)[11]
- E. solidaginis (Fitch, 1855)[2][12]